# Garpkölens naturreservat
Garpkölens naturreservat är ett naturreservat på och omkring Garpkölen i Ljusdals kommun i Gävleborgs län.
Området är naturskyddat sedan 2009 och är 80 hektar stort. Reservatet består av barrskog med inslag lövträd. 